# Acthelmis
Acthelmis is een geslacht van zeeanemonen uit de klasse van de Anthozoa (bloemdieren).

## Soort
- Acthelmis intestinalis (Fabricius, 1780)